# Boy in Da Corner
Boy in Da Corner är Dizzee Rascals debutalbum, släppt den 21 juli 2003. Albumet nominerades till, och vann, Mercury Music Prize.

## Låtlista
1. "Sittin’ Here" – 4:05
2. "Stop Dat" – 3:40
3. "I Luv U" – 4:05
4. "Brand New Day" – 4:00
5. "2 Far" (med Wiley) – 3:07
6. "Fix Up, Look Sharp" – 3:44
7. "Cut ‘Em Off" – 3:53
8. "Hold Ya Mouf" (med God’s Gift) – 2:55
9. "Round We Go (Ain’t No Love)" – 4:13
10. "Jus' a Rascal" – 3:39
11. "Wot U On?" – 4:50
12. "Jezebel" – 3:36
13. "Seems 2 Be" – 3:46
14. "Live O" – 3:35
15. "Do It" – 4:06
16. "Vexed" – 4:11 (bonuslåt på den amerikanska utgåvan)